# Idioma dhurga
El idioma Dhurga, también escrito Thurga, es un idioma aborigen australiano de Nueva Gales del Sur. Es un idioma del pueblo Yuin, específicamente los grupos Wandandian y Walbunja, pero no ha habido hablantes con fluidez registrados oficialmente durante décadas, por lo que ha sido funcionalmente extinguido durante algún tiempo. Se han hecho esfuerzos para revivir el idioma desde la década de 2010.

## Descripción
El idioma es tonal, y se habla en el área de Nowra-Jervis Bay hacia el sur hasta Narooma, y posiblemente tan al sur como Wallaga Lake. Dharumba y Walbanga/Walbjunja pueden haber sido dialectos.

## Estado y reactivación
No se han registrado oficialmente hablantes del idioma desde antes de 1975.
En 2015, la gente local de Yuin colaboró con la escuela pública de Tathra en Tathra para crear una nueva aplicación como material didáctico tanto para Dhurga como para el idioma thaua , utilizando antiguas grabaciones de audio de ancianos, así como documentación creada por los primeros exploradores y colonos de la región. Uno de los principales contribuyentes al proyecto, Graham Moore, también ha escrito un libro en lengua aborigen.
La escuela pública de Bermagui, una escuela primaria en Bermagui, ha enseñado idiomas aborígenes locales, incluidos el dhurga y el idioma djiringanj, junto con las culturas asociadas, desde 2019.